# Dorfkirche Zernikow (Großwoltersdorf)

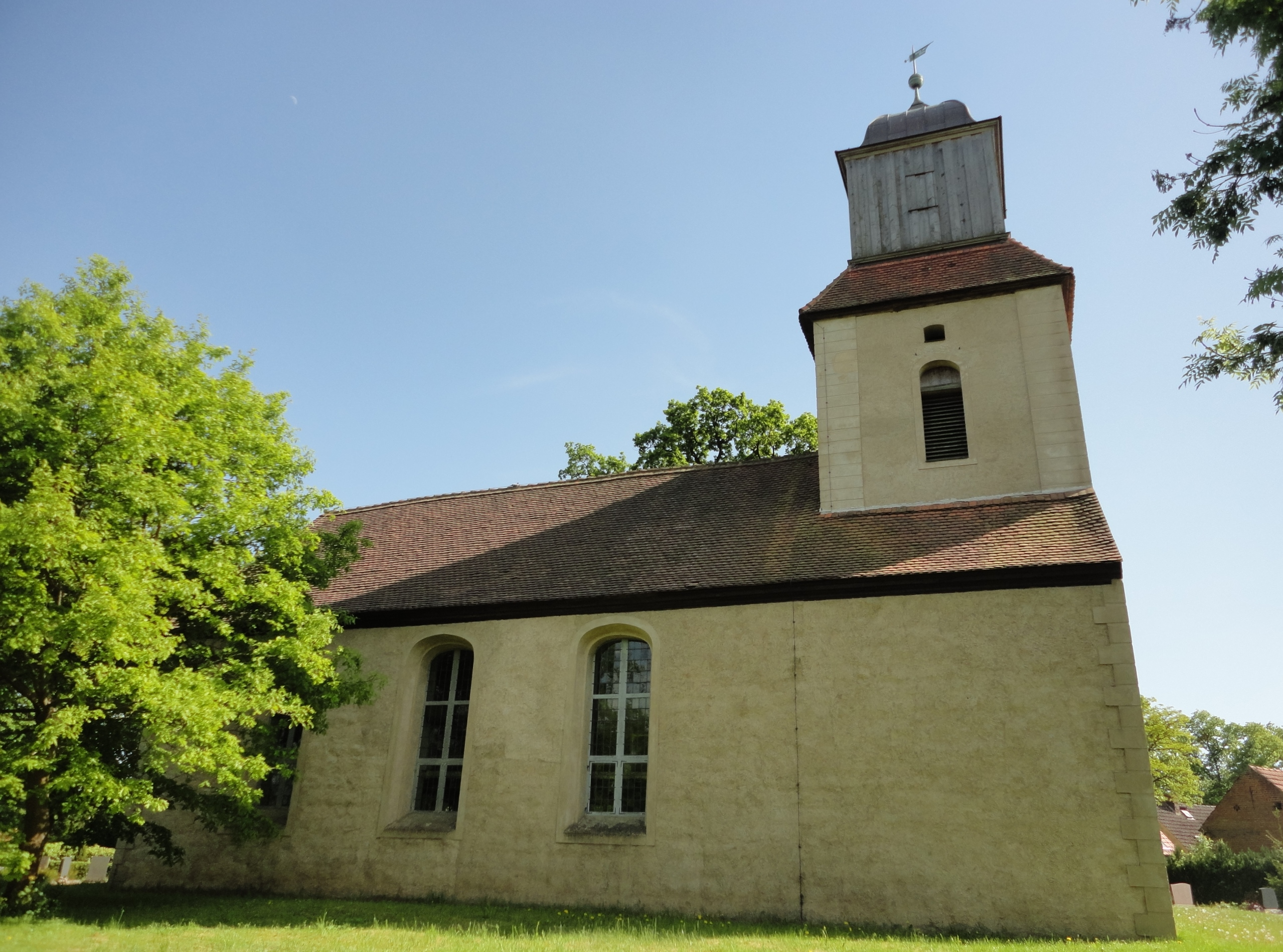
Dorfkirche in Zernikow

Die evangelische Dorfkirche Zernikow ist eine Saalkirche in Zernikow, einem Ortsteil der Gemeinde Großwoltersdorf im brandenburgischen Landkreis Oberhavel. Die Kirche gehört zur Evangelischen Kirchengemeinde Menz im Pfarrsprengel Gransee des Kirchenkreises Oberes Havelland der Evangelischen Kirche Berlin-Brandenburg-schlesische Oberlausitz an. Das Gebäude steht unter Denkmalschutz.

## Baubeschreibung
Im Kern handelt es sich um einen rechteckigen Bau aus gequaderten Feldsteinen, der in der zweiten Hälfte des 13. Jahrhunderts mit einem breiten Turm im Westen erbaut wurde. Das Gebäude wurde mehrmals umgebaut, zuletzt im Jahr 1777, als große Korbbogenfenster hinzugefügt wurden. Gleichzeitig wurden ein quadratischer Turm mit Haube und Laterne sowie ein östlicher Sakristeianbau errichtet. Zwei schmale frühgotische Fenster sind auf der östlichen Seite erhalten geblieben. 
Das Innere der Kirche ist von einem Umbau im mittleren 18. Jahrhundert (möglicherweise 1777) geprägt, mit einer Bretterdecke, einer dreiseitigen Empore und einer verglasten Patronatsloge, alles in barocker Fassung. Ein hölzerner Kanzelaltar aus dem mittleren 18. Jahrhundert wurde im Jahr 2006 restauriert. Die korinthische Säulenarchitektur ist mit Rocailleschmuck und Akanthuswangen verziert, in denen sich ovale Medaillons mit den Initialen der Stifter befinden. Zwei Messingblaker aus dem Jahr 1720 zeigen sich mit Puttenköpfen in getriebenen Rahmungen aus Laub- und Bandelwerk und Jünglingsbüsten in ovalen Spiegeln. Auf der Westempore sind vier Porträts zu sehen (Kopien) von Michael Gabriel Fredersdorff († 1758), seiner Ehefrau Karoline Maria von Labes geb. Daum († 1810), die zusammen den Altar stifteten, ihrem zweiten Ehemann Hans von Labes († 1777) und ihrer gemeinsamen Tochter Amalie Caroline von Arnim († 1781), der Mutter des Dichters Achim von Arnim. Es gibt auch ein kleines Holzepitaph mit einem Porträt von Johann Friedrich Rakow († 1818).